# CABS1
CABS1 (англ. Calcium binding protein, spermatid associated 1) – білок, який кодується однойменним геном, розташованим у людей на 4-й хромосомі. Довжина поліпептидного ланцюга білка становить 395 амінокислот, а молекулярна маса — 43 003.
| 10         |  | 20         |  | 30         |  | 40         |  | 50         |
| ---------- |  | ---------- |  | ---------- |  | ---------- |  | ---------- |
| MAEDGLPKIY |  | SHPPTESSKT |  | PTAATIFFGA |  | DNAIPKSETT |  | ITSEGDHVTS |
| VNEYMLESDF |  | STTTDNKLTA |  | KKEKLKSEDD |  | MGTDFIKSTT |  | HLQKEITSLT |
| GTTNSITRDS |  | ITEHFMPVKI |  | GNISSPVTTV |  | SLIDFSTDIA |  | KEDILLATID |
| TGDAEISITS |  | EVSGTLKDSS |  | AGVADAPAFP |  | RKKDEADMSN |  | YNSSIKSNVP |
| ADEAVQVTDS |  | TIPEAEIPPA |  | PEESFTTIPD |  | ITALEEEKIT |  | EIDLSVLEDD |
| TSAVATLTDS |  | DEKFITVFEL |  | TTSAEKDKDK |  | REDTLLTDEE |  | TTEGASIWME |
| RDTANEAETH |  | SVLLTAVESR |  | YDFVVPASIA |  | TNLVEESSTE |  | EDLSETDNTE |
| TVPKITEPFS |  | GTTSVLDTPD |  | YKEDTSTTET |  | DIFELLKEEP |  | DEFMI      |

A: Аланін

D: Аспарагінова кислота

E: Глутамінова кислота

F: Фенілаланін

G: Гліцин

H: Гістидин

I: Ізолейцин

K: Лізин

L: Лейцин

M: Метіонін

N: Аспарагін

P: Пролін

Q: Глутамін

R: Аргінін

S: Серин

T: Треонін

V: Валін

W: Триптофан

Кодований геном білок за функцією належить до фосфопротеїнів. 
Білок має сайт для зв'язування з іоном кальцію. 
Локалізований у цитоплазмі, мітохондрії, клітинних відростках.